# Wind Boat
Le Wind Boat ou Bateau à vent est une sculpture réalisée par Catherine Widgery située sur la Promenade du bord de l'eau près de l'angle du boulevard LaSalle et de l'avenue Alepin dans l'arrondissement LaSalle à Montréal.

## Descriptif
Cette sculpture cinétique est composée d'une tour métallique surmontée d'un faîteau pointu qui supporte aux deux tiers de la tour un bateau orné de quatre pales tournoyantes. Elle est construite à partir d'acier galvanisé et d'aluminium.
Les différents éléments de la sculpture représentent « la force qui se dégage du fleuve, des structures des ponts et des pylônes environnants ». Alors que le Moulin à vent Fleming représente le passé industriel de l'ancienne ville de LaSalle, cette sculpture qui s'en inspire témoigne de la « vitalité moderne » de la ville des années 1990.
La sculpture fut créée dans le cadre de l'évènement « Sculpture : Séduction 90 ».

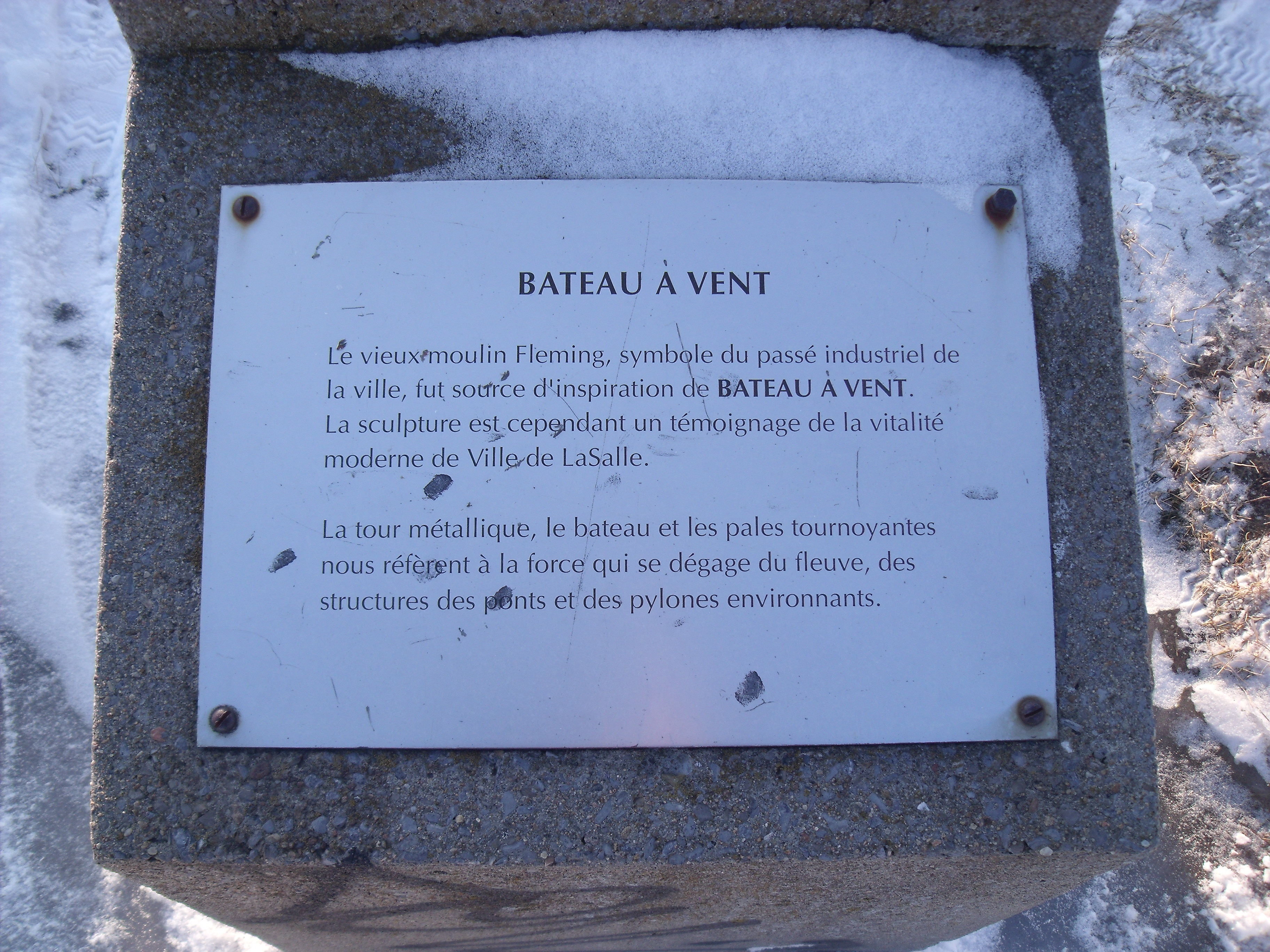
Plaque descriptive
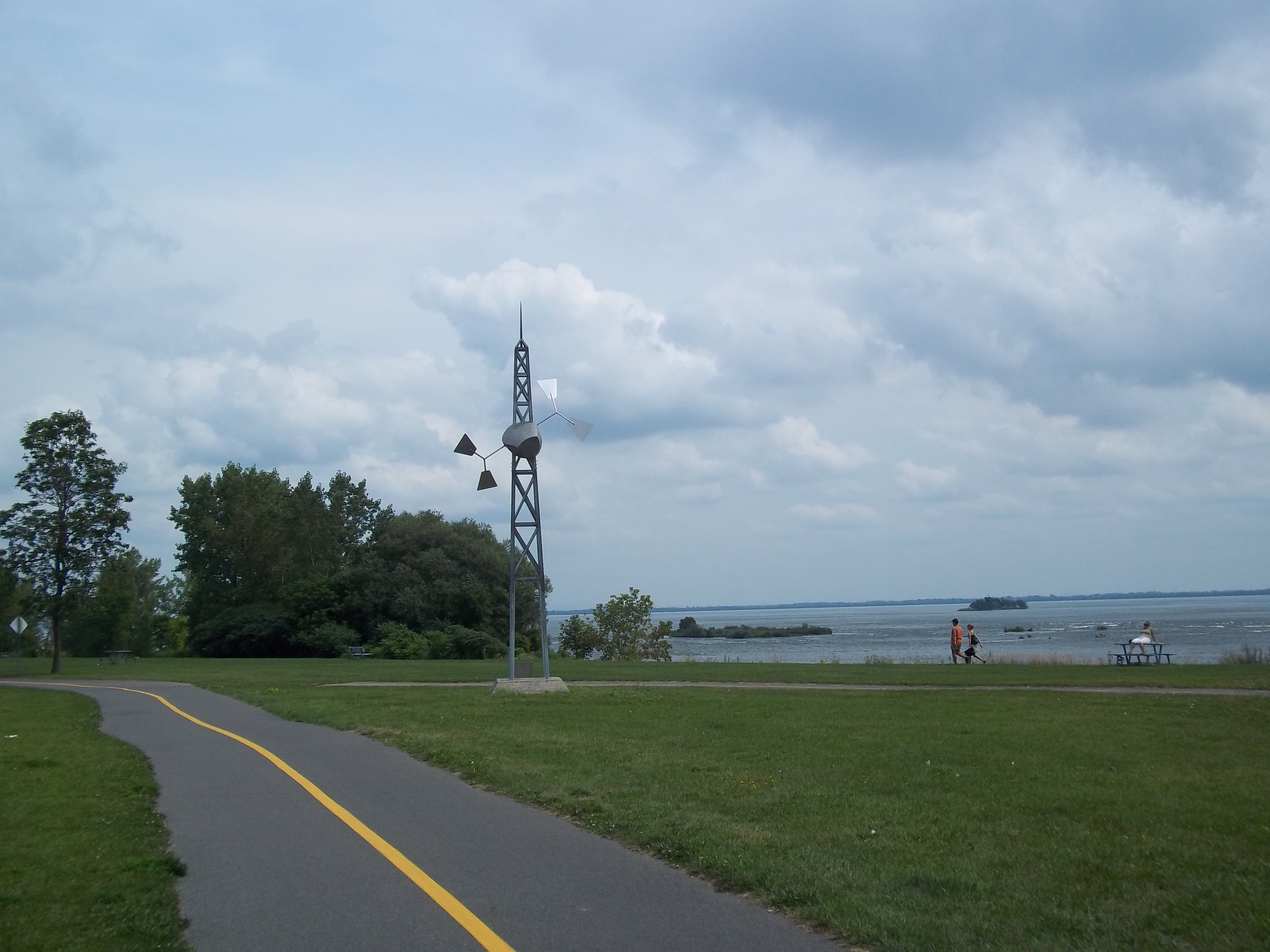
Situation

## Voirb aussi